# Засенко Юрій Олексійович
Засе́нко Ю́рій О́лексі́йович (нар. 1 серпня 1940, Київ — 19 січня 2017, Київ) — головний редактор Головної редакції літературно-драматичного радіомовлення Головної дирекції програм республіканського радіомовлення УРСР, філолог, літературознавець, критик, письменник, поет.

## Біографія
Юрій Олексійович Засенко народився 01.08.1940 року у м. Києві в родині Засенка Олексія Єлисейовича та Бєлковської Галини Кононівни. Батько — відомий український літературознавець, критик, письменник, перекладач, доктор філологічних наук (з 1963 р.), професор (з 1965 р.). Мати — старший інженер-геолог. Юрій Олексійович мав брата, Петра Олексійовича Засенка, який працював головним інженером у Держтелерадіо УРСР та сестру, Пічман Галину Олексіївну, що після одруження емігрувала до ГДР (Німеччина).
Під час Великої Вітчизняної війни батько Ю. О. Засенка, Олексій Єлисейович, пішов на фронт добровольцем. А він сам разом із матір'ю та братом перебували на тимчасово окупованій території, в Немирівському районі на Вінниччині. Після звільнення Києва родина повернулася до Києва, де у 1947 році Ю. О. Засенко пішов у перший клас 132 середньої школи. Тоді ж після війни з Японією та служби на Дальному Сході повернувся батько. Початкову освіту Ю. О. Засенко завершив у 92-гій середній школі у 1957 році.
Вищу освіту Ю. О. Засенко здобув у Київському Державному університеті ім. Т. Г. Шевченка, закінчивши філологічний факультет (українське відділення) у 1962 році. Отримав спеціальність філолога та вчителя української мови та літератури. Підчас навчання (1958 р.) у складі комсомольської студентської організації їздив працювати на цілину. Фрагменти дипломної роботи за авторством Ю. О. Засенка на тему «Твори Т. Г. Шевченка у перекладах Джона Віра» були опубліковані в ювілейному університетському збірнику «Голос Шевченко над миром». Володів українською, російською, польською та англійською мовами.
Після закінчення вищого навчального закладу (вересень 1962 — січень 1963 рр.) працював коректором в редакції газети «Радянська Україна».
Представник «золотої» київської молоді кінця 50-тих славної династії Засенків, син знаного батька, Шевченківського лауреата, Юрій Олексійович зростав у письменницькому будинку по вул. Велика Васильківська 6. Численні зустрічі із митцями та письменниками в них вдома змушували юнака замислюватися над причинами посилення русифікації, про залежність країни і ті кроки, які допоможуть це змінити. Як патріот і українець за переконаннями він вирішив відстоювати національні інтереси навіть тоді, коли це було ризиковано, та піддавалося жорсткій про-радянській цензурі.

## Робота на радіо
У 1963 році Ю. О. Засенко розпочав свою роботу на «Українському радіо» на Хрещатику 26. У 60-ті роки колектив радіо складався з 350 фахівців, а головну редакцію очолювали 16.
15.06.1977 р. Ю. О. Засенка було призначено головним редактором Головної редакції літературно-драматичного радіомовлення Головної дирекції програм республіканського радіомовлення.
Юрій Олексійович був автором і ведучим радіо-інтерв'ю з багатьма відомими українськими діячами культури та письменниками. Зокрема: з Павлом Тичиною, Володимиром Сосюрою, Андрієм Малишко, Павлом Усенко, Савою Головановським, Леонідом Первомайським, Степаном та Борисом Олійниками, Любов'ю Забаштою та ін. Іх голоси та думки і досі зберігаються у фонотеці архіву «Українського радіо» завдяки тим зустрічам в ефірі.
Під редакцією Ю. О. Засенка протягом 7 років виходила радіо-передача «Погляд на життя». Її вів письменник Віталій Коротич, а згодом Володимир Яворівський. Легендарною, цікавою та завжди очікуваною була передача «Від суботи до суботи», якій у 2003 році виповнилося 20 років.
Як поет Ю. О. Засенко друкувався в журналі «Дніпро», у періодиці. На українському радіо звучали пісні на його вірші. На це митця надихнула пропозиція композитора Володимира Тилика у 1963 році. Творчі роки з 1975 року він сам називав «періодом активного сонця», коли велася співпраця з композиторами Володимиром Губою, Олексієм Семеновим, Леонідом Попернацьким. Пісні на поезію Ю. О. Засенка виконували Віталій Свирид, дует Анісімових, Марта Спіженко тощо.
В прямому ефірі проходили радіо-вистави за участю корифеїв українського театру. Редакція Ю. О. Засенка також готувала такі передачі класичного жанру, як «Поетична сторінка» і «Літературні читання».
За характеристикою від 11.03.1991 року Ю. О. Засенко «виявив себе висококваліфікованим спеціалістом, умілим організатором виробничого і творчого процесів». Зазначається, що він «відповідально ставиться до дорученої справи, принциповий та вимогливий до підлеглих, за що користується авторитетом. Приділяє багато уваги вихованню молодих журналістів. Бере участь в громадському житті колективу. Є членом Спілки журналістів УРСР».
Згідно з контрактом з 20.02.1992 р. по переведенню з Держтелерадіо УРСР Ю. О. Засенка призначено заступником директора — головним редактором головної редакції літературно- драматичного мовлення творчого об'єднання мистецьких програм.
З 16.05.1995 р. по переведенню з Укртелерадіокомпанії Ю. О. Засенко отримав посаду завідуючого редакцією Творчо — виробничого об'єднання художніх програм.
У 2003 році, в момент виходу на пенсію, Ю. О. Засенко відсвяткував 40-карічний ювілей своєї плідної праці на радіо. На честь події газета «Говорить і показує Україна» випустила розгорнуте інтерв'ю з Юрієм Олексійовичем Засенко, в якому він розповідає про свій творчий шлях, сподівання та цікаві факти з історії Держтелерадіо.

## Особисте життя
Ю. О. Засенко був щасливо одружений із Засенко Світланою Миколаївною (03.02. 1946 р. нар.), яку завжди вважав джерелом радості, натхнення та оптимізму. У шлюбі народилося двоє дітей: Засенко Оксана Юріївна (05.08.1964 р. нар.) та Засенко Олексій Юрійович [Архівовано 23 січня 2021 у Wayback Machine.] (13.12.1979 р. нар.).
Захоплювався полюванням та рибною ловлею.
Помер 19.01.2017 року. Похований в Києві на Байковому кладовищі.